# Meteodyn WT
 (août 2020).
Si vous disposez d'ouvrages ou d'articles de référence ou si vous connaissez des sites web de qualité traitant du thème abordé ici, merci de compléter l'article en donnant les références utiles à sa vérifiabilité et en les liant à la section « Notes et références ».
 (octobre 2018).
Meteodyn WT, ou Meteodyn, est un logiciel destiné à l'industrie éolienne qui utilise la mécanique des fluides numérique (MFN) pour évaluer le potentiel éolien.

## Historique
Développée et commercialisée par l'entreprise Meteodyn, la première version du logiciel Meteodyn WT a été publiée en septembre 2009.

## Usage
Meteodyn WT est utilisé par les constructeurs d'éoliennes, les promoteurs de parcs éoliens, les bureaux d'étude et les exploitants de parcs éoliens.
Le logiciel permet de réaliser des études de pré-faisabilité dans lesquelles il évalue la ressource éolienne disponible sur une surface déterminée. Il permet d'établir la faisabilité de développement d'un projet de parc éolien. Ce résultat est obtenu en prenant en compte les données topographiques, les données de vent mesurées par un measurement tower (en) ou/et provenant de modèles méso-échelle. Ces deux mesures sont essentielles pour étudier le comportement du vent et, par conséquent, le potentiel éolien du terrain envisagé.
La méthode de calcul de Meteodyn WT a été corroborée par des études indépendantes.

## Caractéristiques
Meteodyn WT comporte divers outils permettant la gestion de données géographiques, le traitement de données météorologiques, des corrections Lidar, la création d'éoliennes et d'atlas éolien, des micro-implantations d'éoliennes et l'auto-convergence.

## Méthode de solution
Meteodyn WT utilise la mécanique des fluides numérique (MFN), qui prend directement en compte la géométrie du terrain en question. Le logiciel résout numériquement les équations de Navier-Stokes, en utilisant la modélisation de la turbulence K-L. Cette technique de résolution des équations de Navier-Stokes prend en compte la stabilité de l'atmosphère terrestre.